# Uniunea Națională a Executorilor Judecătorești
Uniunea Națională a Executorilor Judecătorești din România (U.N.E.J.) reprezintă organizația profesională a executorilor judecătorești din România, numiți în funcție de ministrul justiției și care își desfășoară activitatea potrivit legiii privind organizarea și exercitarea profesiei de executor judecătoresc. UNEJ-ul își are sediul în municipiul București. 
Echivalentul moldovean al acestei instituții se numește tot așa. 